# Ernst Kastning
Ernst Kastning (* 1. August 1938 in Bückeburg) ist ein deutscher Politologe und Politiker (SPD).

## Leben und Beruf
Nach dem Besuch der Volksschule absolvierte Kastning eine Lehre als Bau- und Möbeltischler, die er mit der Gesellenprüfung abschloss. Im Anschluss arbeitete er im Handwerk und in der Industrie. Auf dem Zweiten Bildungsweg durchlief er ein Studium der Politischen Wissenschaft in Berlin, das er mit der Prüfung als Diplom-Politologe beendete. Von 1963 bis 1978 war er in der Erwachsenenbildung tätig. Er schloss sich der Gewerkschaft Erziehung und Wissenschaft (GEW) an und war später Geschäftsführer des Gemeinnützigen Bildungswerkes Niedersachsen des Deutschen Gewerkschaftsbundes (DGB). 
2005 war Kastning entscheidend an der Erneuerung des Arbeiterwohlfahrt (AWO)-Kreisverbandes Schaumburg beteiligt, wo er auch bis 2014 im Vorstand aktiv war. Daneben betätigt er sich im Reichsbund der Kriegsopfer, Behinderten, Sozialrentner und Hinterbliebenen,  #sowie in der Freiwilligen Feuerwehr.
Ernst Kastning ist verheiratet und hat drei Kinder.

## Politik
Kastning trat 1958 in die SPD ein, wurde 1964 in den Vorstand des SPD-Unterbezirkes gewählt und war von 1974 bis 1987 dessen Vorsitzender. Er war von 1964 bis 1973 Ratsmitglied der Gemeinde Müsingen und von 1973 bis 1976 Ratsmitglied der Stadt Bückeburg. In beiden Kommunen amtierte er zeitweise als stellvertretender Bürgermeister. Von 1968 bis 1983 war er Kreistagsmitglied des Kreises Schaumburg. Dort amtierte er 1978/79 als stellvertretender Landrat.
Kastning war von 1978 bis zu seiner Mandatsniederlegung 1983 Mitglied des Niedersächsischen Landtages. Bei der Bundestagswahl 1983 wurde er in den Deutschen Bundestag gewählt, dem er bis 1998 angehörte. Im Parlament vertrat er den Wahlkreis Nienburg – Schaumburg, den er 1987 und 1994 direkt gewinnen konnte. 1983 und 1990 zog er über die Landesliste der SPD Niedersachsen ins Parlament ein.

## Belege
1. ↑  Ernst Kastning verabschiedet. Ehemals im Original (nicht mehr online verfügbar); abgerufen am 21. März 2022. (Seite nicht mehr abrufbar. Suche in Webarchiven)

| Personendaten    | Personendaten                                      |
| ---------------- | -------------------------------------------------- |
| NAME             | Kastning, Ernst                                    |
| KURZBESCHREIBUNG | deutscher Politologe und Politiker (SPD), MdL, MdB |
| GEBURTSDATUM     | 1. August 1938                                     |
| GEBURTSORT       | Bückeburg                                          |